# Hamlin, Texas
Hamlin är en ort i Fisher County, och Jones County, i Texas. Orten har fått sitt namn efter järnvägsfunktionären W.H. Hamlin. Vid 2010 års folkräkning hade Hamlin 2 124 invånare.